# Отставнов, Алексей Иванович
Алексе́й Ива́нович Отставно́в (5 (18) октября 1905, Копнино, Копнинская волость, Покровский уезд, Владимирская губерния, Российская империя — 9 февраля 1979, Москва, СССР) — Герой Советского Союза (1943), лейтенант (1944).

## Биография
Родился 5 (18) октября 1905 года в деревне Копнино Покровского уезда Владимирской губернии. В 1922 году окончил 10 классов школы в посёлке Петушки (ныне город Владимирской области).
В армии с октября 1922 года. В 1923 году окончил Московскую военную политическую школу. Служил политруком роты в пехоте (в Московском военном округе). С декабря 1927 года — в запасе.
В 1927—1937 годах работал мастером на Николаевском судостроительном заводе. 
В ноябре 1937 года был осуждён и до ноября 1942 года был заключённым Рыбинлага, работал начальником механической мастерской на строительстве Рыбинского гидроузла.
Вновь в армии с ноября 1942 года. Служил красноармейцем в запасном стрелковом полку (в городе Киров).
Участник Великой Отечественной войны: в декабре 1942 — августе 1943 — помощник командира и командир взвода автоматчиков 29-го (с марта 1943 — 209-го гвардейского) стрелкового полка, в августе 1943 — январе 1944 — командир взвода 77-й гвардейской отдельной разведывательной роты. Воевал на Донском, Воронежском, Степном, 2-м и 3-м Украинских фронтах. Участвовал в Сталинградской битве, оборонительных боях в районе Белгорода, Курской битве, Белгородско-Харьковской операции, освобождении Левобережной Украины и битве за Днепр, наступательных боях на криворожском направлении. 5 июля 1943 года был ранен, а в январе 1944 года — контужен.
Особо отличился при форсировании Днепра. 26 сентября 1943 года умело организовал переправу через реку в районе села Бородаевка (Верхнеднепровский район Днепропетровской области, Украина), очистил от противника часть острова Глинск-Бородаевский, прилегающего к правому берегу реки, чем обеспечил бесперебойную перевозку боеприпасов и продовольствия для частей дивизии, сражавшихся за Днепром. 10 октября 1943 года, обороняя наблюдательный пункт полка, с бойцами вверенного ему подразделения гранатами отразил атаку танков и бронетранспортёров, лично подбив вражеский бронетранспортёр.
За мужество и героизм, проявленные в боях, Указом Президиума Верховного Совета СССР от 26 октября 1943 года гвардии младшему лейтенанту Отставнову Алексею Ивановичу присвоено звание Героя Советского Союза с вручением ордена Ленина и медали «Золотая Звезда».
После контузии до июня 1944 года находился в госпитале. В июле 1944 — январе 1945 — инструктор всевобуча Собинского райвоенкомата (Владимирская область), в феврале-декабре 1945 — начальник цеха электросварочных работ и заместитель начальника парка механизации военно-строительного управления Московского военного округа. С декабря 1945 года лейтенант А. И. Отставнов — в запасе.
Работал начальником цеха машинопрокатной базы Военстроя.
Жил в Москве. Умер 9 февраля 1979 года. Похоронен на Пятницком кладбище в Москве.

## Награды и звания
- Герой Советского Союза (26.10.1943);
- орден Ленина (26.03.1943);
- орден Красного Знамени (22.10.1943);
- орден Красной Звезды (8.10.1943);
- медаль «За отвагу» (28.04.1943);
- другие медали.
- Почётный гражданин города Шебекино (Белгородская область).
- его имя носит Зареченская средняя общеобразовательная школа (с. Заречное Собинского района Владимирской области) (село Заречное находится рядом с селом Копнино)